# Georgi Rusev
Georgi Rusev (Stara Zagora, 2 de julio de 1998) es un futbolista búlgaro que juega en la demarcación de extremo para el FC CSKA 1948 Sofia de la Primera Liga de Bulgaria.

## Selección nacional
Tras jugar en distintas categorías inferiores de la selección, finalmente hizo su debut con la selección de fútbol de Bulgaria en un encuentro de la Liga de Naciones de la UEFA 2022-23 contra Gibraltar que finalizó con un resultado de 5-1 a favor del combinado búlgaro tras el gol de Roy Chipolina para Gibraltar, y de Valentin Antov, Kiril Despodov, Radoslav Kirilov, Iliyan Stefanov y de Marin Petkov para Bulgaria.

## Clubes
| Club                               | País     | Año       | Partidos | Goles |
| ---------------------------------- | -------- | --------- | -------- | ----- |
| Elche Ilicitano C. F.              | España   | 2017      | 5        | 0     |
| Getafe C. F. "B"                   | España   | 2017-2018 | 4        | 0     |
| PFC Septemvri Sofia                | Bulgaria | 2018-2020 | 49       | 11    |
| FC CSKA 1948 Sofia                 | Bulgaria | 2020-2023 | 120      | 23    |
| FC CSKA 1948 Sofia II              | Bulgaria | 2023      | 1        | 2     |
| F. C. Sion                         | Suiza    | 2024      | 20       | 2     |
| PFC Ludogorets Razgrad II (cedido) | Bulgaria | 2024      | 2        | 0     |
| PFC Ludogorets Razgrad (cedido)    | Bulgaria | 2024-2025 | 34       | 2     |
| FC CSKA 1948 Sofia (cedido)        | Bulgaria | 2025-     |          |       |

## Palmarés

### Títulos nacionales
| Título                   | Club                   | País     | Año  |
| ------------------------ | ---------------------- | -------- | ---- |
| Supercopa de Bulgaria    | PFC Ludogorets Razgrad | Bulgaria | 2024 |
| Primera Liga de Bulgaria | PFC Ludogorets Razgrad | Bulgaria | 2025 |
| Copa de Bulgaria         | PFC Ludogorets Razgrad | Bulgaria | 2025 |